# Eugène Augustin Lauste
Eugène Augustin Lauste (* 17. Januar 1857 in Montmartre, 18. Arrondissement (Paris); † 27. Juni 1935 in Montclair, New Jersey) war ein französischer Elektromechaniker.

## Leben und Werk
Lauste war 1886 in die Vereinigten Staaten ausgewandert und angestellt bei Thomas Alva Edison. Nachdem er Edison 1892 verlassen hatte, verband er sich 1894 geschäftlich mit Jean Aimé LeRoy in der „Cinematograph Novelty Company“. Im Mai 1895 erstellte er als Auftragsarbeit für die Familie Latham einen Réversible für Filmaufnahme und -projektion, das Panopticon und später das „Eidoloscope“, einen Filmprojektor. Mit diesen Konstruktionen ist zum ersten Mal eine lose Filmschleife vorgesehen worden, was grundsätzlich unbegrenzte Filmlänge ermöglicht. Durch die Schleife war die kontinuierlich bewegte Filmmasse von der intermittierend bewegten abgetrennt. Der Begriff Lauste Loop wurde zum Latham Loop und gar zum Lost Loop, ein technischer Ausdruck dafür, dass die Filmschleife entglitten ist.
1896 trat er der American Biograph Co. bei.
Lauste baute in London 1910–1911 wohl als erster eine Lichttonapparatur parallel zu einer Bildkamera, einem Pathé industriel. Nach dem Transversalverfahren erzeugte er in einfacher Zackenschrift taugliche fotografische Schallaufzeichnungen auf Kinefilm. Zu einer öffentlichen Aufführung ist es nicht gekommen. Am 9. Dezember 1918 wies er Charlie Chaplin in einem ausführlichen Brief auf seine Erfindung hin. Dieser hatte in einem Antwortschreiben sein intensives Interesse bekundet. Warum Lauste dieses Schreiben offenbar nicht mehr beantwortet hat, blieb im Dunkeln.